# Frederik Wilmann
Pour les articles homonymes, voir Wilmann.
Frederik Wilmann, né le 17 juillet 1985 à Viggja (en), est un coureur cycliste norvégien. Il a notamment terminé neuvième du Tour de l'Avenir 2007. C'est le fils de Jostein Wilmann, ancien coureur cycliste norvégien, qui a entre autres gagné le Tour d'Autriche et le Tour de Romandie.

## Palmarès
- 2003
  - 3e du championnat de Norvège sur route juniors
- 2007
  -  Champion de Norvège sur route espoirs
  - 3e du championnat de Norvège sur route
- 2008
  - 7e étape du Tour de Bretagne
- 2009
  - 1re étape du Tour Alsace
  - Classement général de la Mi-août bretonne
  - 3e du championnat de Norvège du contre-la-montre
  - 3e du Tour Alsace
- 2011
  - Rogaland GP

## Classements mondiaux
| Année           | 2009 | 2010 | 2011 | 2012 | 2013 | 2014 |
| --------------- | ---- | ---- | ---- | ---- | ---- | ---- |
| UCI Asia Tour   |      |      |      |      | 295e |      |
| UCI Europe Tour | 135e |      | 247e |      | 758e | 765e |